# Gil (zwyczajny)
Gil zwyczajny, gil (Pyrrhula pyrrhula) – gatunek małego ptaka z rodziny łuszczakowatych (Fringillidae), zamieszkujący Eurazję. Nie jest zagrożony.

## Systematyka

### Podgatunki
Wyróżniono 9–10 podgatunków P. pyrrhula:
- P. pyrrhula pileata – Wyspy Brytyjskie.
- gil zwyczajny (P. pyrrhula pyrrhula) – północna, południowo-środkowa i wschodnia Europa do centralnej Syberii. Obejmuje też P. pyrrhula paphlagoniae z północno-zachodniej Turcji.
- P. pyrrhula europaea – zachodnia Europa.
- P. pyrrhula iberiae – południowo-zachodnia Francja, północny Półwysep Iberyjski.
- P. pyrrhula rossikowi – północno-wschodnia Turcja i Kaukaz.
- gil siwy[4] (P. pyrrhula cineracea) – zachodnia Syberia i północno-wschodni Kazachstan do wschodniej Syberii i północno-wschodnie Chiny.
- P. pyrrhula caspica – Azerbejdżan i północny Iran.
- P. pyrrhula cassinii – wschodnia Syberia.
- gil czerwonolicy[4] (P. pyrrhula griseiventris) – Wyspy Kurylskie i północna Japonia.
- P. pyrrhula rosacea – Sachalin. Bywa wliczany do P. pyrrhula griseiventris.

Dawniej za jego podgatunek uznawano także gila azorskiego (P. murina).

## Występowanie
Zamieszkuje północną Europę i Azję aż po Kamczatkę i Japonię. Poza tym spotkać go można w północnej Turcji i Iranie. Nie zamieszkuje regionów śródziemnomorskich. Częściowo osiadły, ale wiele ptaków migruje zimą bardziej na południe, koczując w miejscach występowania pokarmu. Tylko populacje gnieżdżące się strefie tajgi na północy Europy i Azji migrują regularnie w rejony leżące w niższych szerokościach geograficznych na obu kontynentach. Przeloty od marca do kwietnia i od października do listopada. 
W Polsce nieliczny ptak lęgowy we wszystkich regionach, lokalnie może być średnio liczny. Przez 200 lat na terenie Polski gile odbywały lęgi prawie wyłącznie w górach. Na pozostałym obszarze niegdyś tylko zimował, ale co najmniej od początku XX wieku zasięg jego występowania się rozszerzał, a liczebność wzrastała. Kolonizacja posuwała się od zachodu ku północnym i wschodnim regionom. Występowanie nierównomierne. Do tej pory trwa ekspansja tego ptaka, gdyż zaczyna się on gnieździć w niewielkich lasach i parkach miejskich (do tej pory tam go nie spotykano). Najczęściej widywany w kraju w okresie zimowym, gdy w stadach na drzewie szuka owoców. W okresie lęgowym trudno go zobaczyć, gdyż staje się wtedy skrytym ptakiem. Jesienią pojawiają się osobniki z północno-wschodniej Europy, gdyż dla nich zima tam jest zbyt surowa. Pozostają dość licznie w parkach, lasach i ogrodach północno-wschodnich regionów oraz w górach do kwietnia. Według szacunków Monitoringu Pospolitych Ptaków Lęgowych, w latach 2013–2018 populacja lęgowa gila w Polsce liczyła 64–91 tysięcy par.

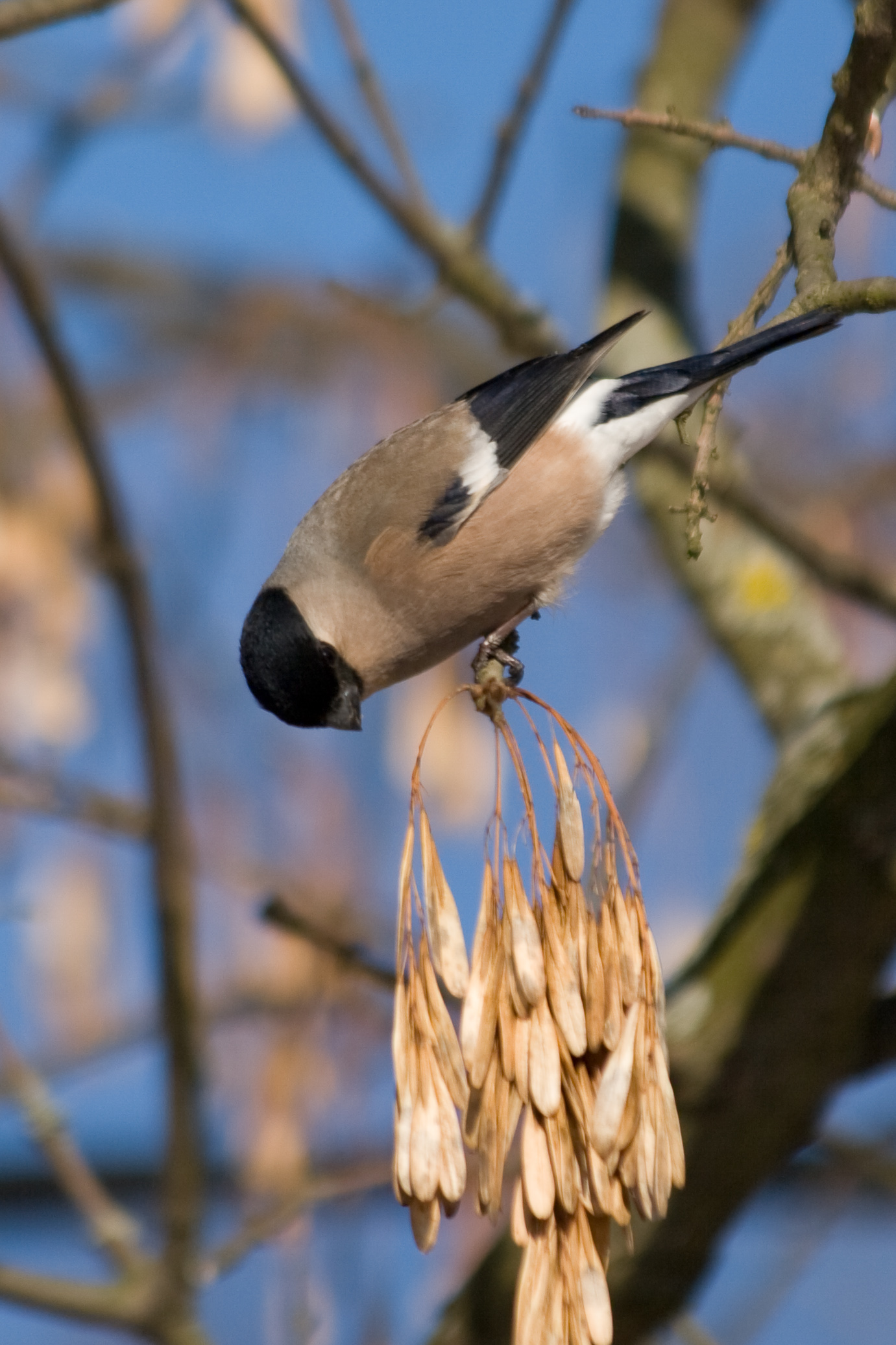
Samica gila szukająca nasion na jesionie

## Cechy gatunku
Gil jest większy od wróbla. Jest to ptak o krępej sylwetce, wydatnej piersi i dużej głowie. Dziób czarny, gruby, krótki, mocny i stożkowaty. Tęczówki oczu i nogi są brązowe. U obu płci czarny wierzch głowy, biały kuper i długi, niebieskoczarny ogon. Skrzydła długie, czarne ze skośną białą pręgą. Dymorfizm płciowy jest mocno zaznaczony, choć obie płci są jednakowej wielkości. U samca policzki i pierś jaskrawoczerwona, grzbiet (płaszcz) niebieskawopopielaty. U samicy pierś bledsza, brązowo-różowa, grzbiet brązowoszary. Młode w szacie juwenalnej podobne do samic, z szarobrązowym brzuchem, ale bez czarnej czapeczki i z beżową, a nie białą, pręgą na skrzydle. Ubarwienie dorosłe zyskują dopiero po jesiennym pierzeniu (wrzesień-październik).
W okresie lęgowym bardzo skryty, natomiast zimą jest stosunkowo mało płochliwy i daje się obserwować z dość bliska (nawet 0,5 m). To ptak ostrożny i mało ruchliwy.
| długość ciała | rozpiętość skrzydeł | długość ogona | waga    |
| ------------- | ------------------- | ------------- | ------- |
| 15,5–17,5 cm  | 22–29 cm            | 6,5–7,5 cm    | 27–38 g |

### Głos
Często pogwizduje: diu, diu, diu lub cicho wyćwierkuje dy lub ryr. Melodia nie jest głośna. Poza tym u gili występuje nieczęste u innych ptaków zachowanie – śpiewają również samice.

## Biotop

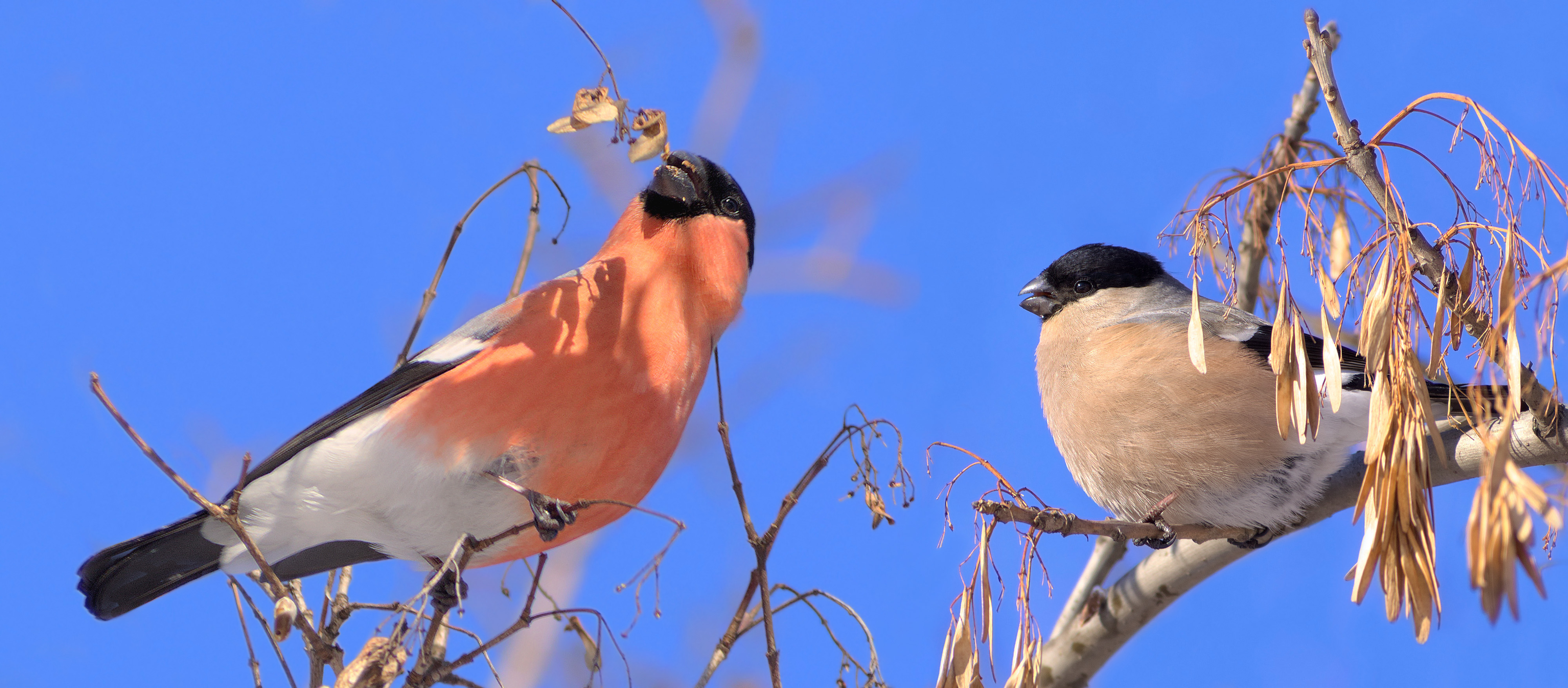
Samiec i samica na jesionie

Wilgotne, gęste lasy iglaste i mieszane, bory świerkowe i jodłowe z gęstym poszyciem, zadrzewienia, sady, parki, cmentarze z drzewkami świerkowymi i ogrody. Unika otwartych terenów i bezdrzewnych pól. Zimą zwracają uwagę nieliczne stadka pięknie ubarwionych samców, którym towarzyszą skromniej ubarwione samice, gdy pojawiają się na obrzeżach siedlisk ludzkich. Wiosną i latem gile skryte są w leśnej gęstwinie i nie zwracają na siebie uwagi. Potem przestają się kryć. W poszukiwaniu pokarmu mogą odwiedzać różne siedliska, a nawet śródmieścia dużych miast czy karmniki.

## Okres lęgowy
Wyprowadza 2 lęgi w ciągu roku od maja do lipca. Tworzone pary są monogamiczne.

### Gniazdo
W sąsiedztwie jezior, strumieni i górskich potoków. Przeważnie na drzewku iglastym w gęstwinach, zwłaszcza świerkowym, jałowcowym i jodłowym. W rozwidleniu bocznej gałęzi na wysokości 1,5–6 m nad ziemią, dobrze osłonięte. Składa się z suchych gałęzi, łodyg, korzonków, mchów, liści i traw tworząc czarkę.

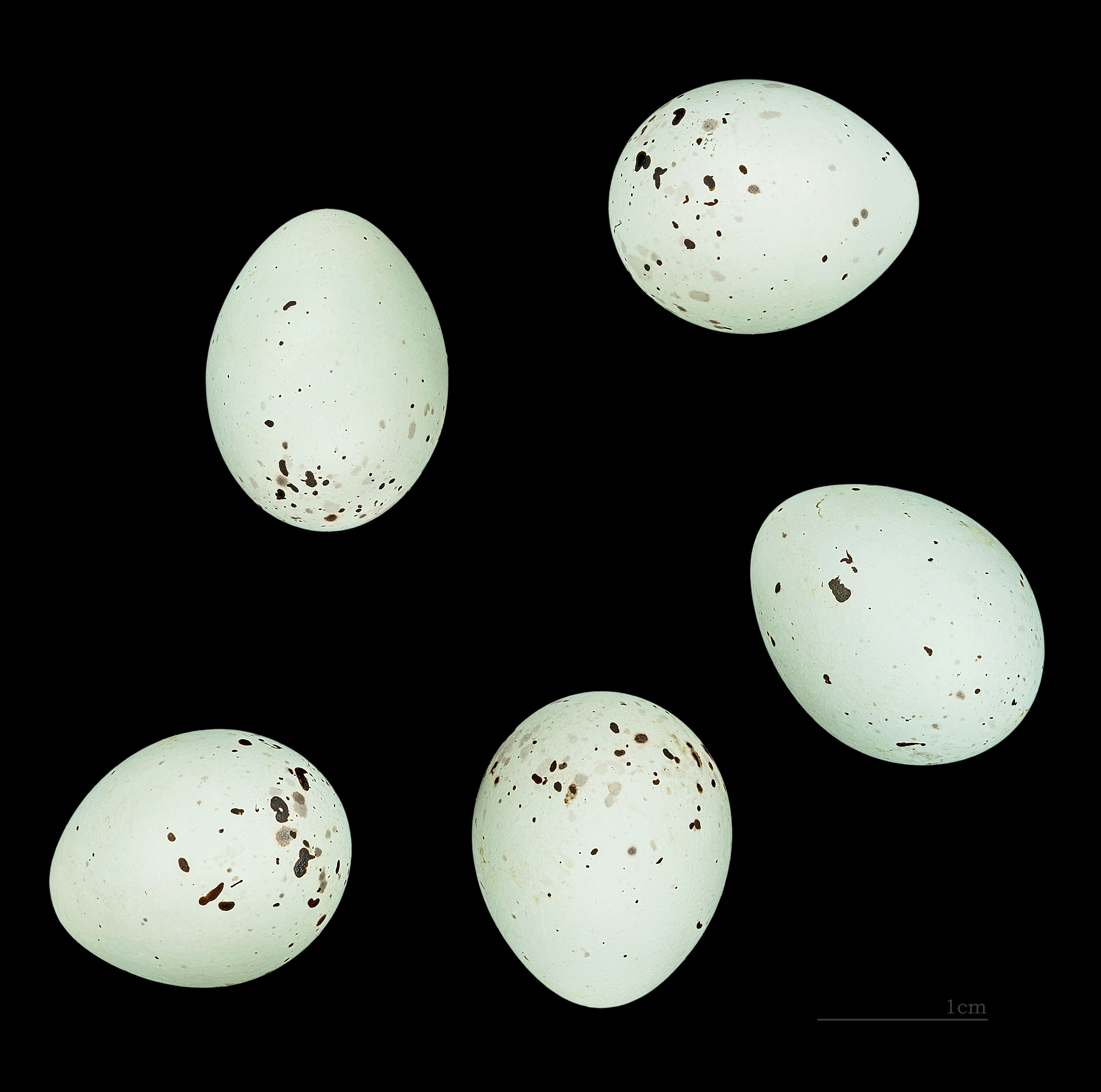
Jaja z kolekcji muzealnej

### Jaja
W maju składa 4–5 jaj różnobiegunowych, wydłużonych o tle bladoniebieskim z nielicznymi plamkami w kolorze czerwonym lub brązowym, o średnich wymiarach: 22,2 mm długości i 15,1 mm szerokości.

### Wysiadywanie
Od zniesienia ostatniego jaja trwa od 12–14 dni i jest wykonywane tylko przez samicę. Po wykluciu oboje partnerzy karmią swoje potomstwo. Pisklęta, gniazdowniki, przebywają w gnieździe przez okres ok. 2 tygodni. Jeszcze przez pewien czas pozostają pod opieką rodziców (najczęściej samca). Gdy skończy się okres lęgowy opuszczają tereny gniazdowania leżące w iglastych borach średnich i wyższych położeń górskich i przelatują na niziny i pogórza, gdzie łatwiej jest o zdobycie pokarmu. Gile na wolności dożywają nawet do 15 lat (na podstawie obrączkowania szacuje się, że czasem nawet 17 lat).

## Pożywienie

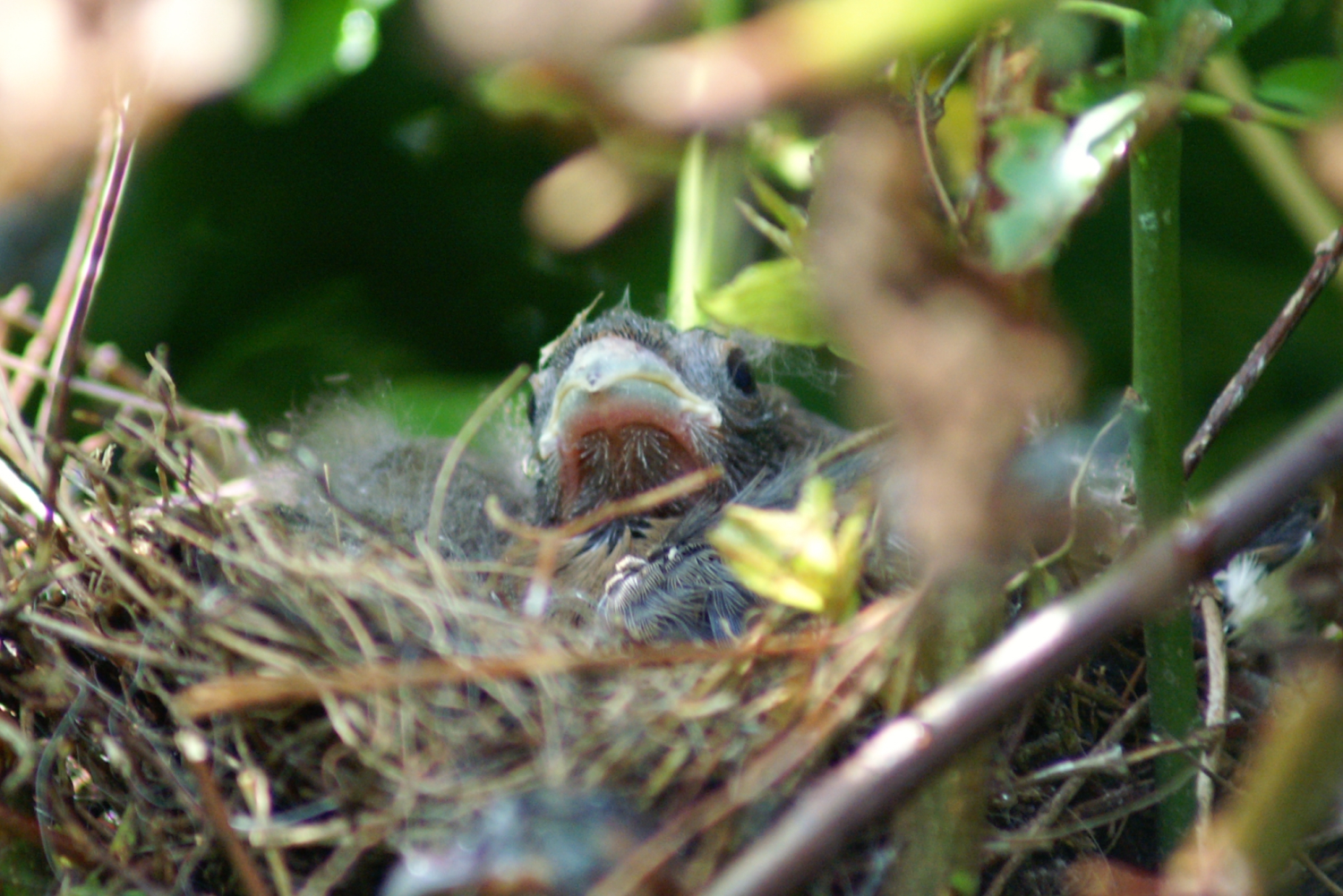
Pisklę gila w gnieździe

Głównie nasiona drzew i krzewów leśnych, np. dzikiej róży. Z owoców jarzębiny chętnie wydłubuje pestki. Wiosną odżywia się pączkami drzew, młodymi pędami. Bardzo rzadko zjada nasiona chwastów, ponieważ niepewnie się czuje na cienkich łodyżkach. Bardzo chętnie zjada nasiona (skrzydlaki) klonu. Po okresie lęgowym chętnie żywią się takimi suchymi i mięsistymi owocami jak jagody, owoce leśne – nasiona pokrzyw, łobody, jarzębiny, głogu, dzikiej róży, jaworu, czereśni, brzozy, olchy, dębu, buka, szczawiu i innych roślin, które ściągają je do parków i ogrodów. W odróżnieniu od drozdów i pokrzewek gile zatem nie interesują się mięsistą częścią owoców, ale ukrytymi w nich nasionami. 
Mocnym dziobem umiejętnie oddziela mięsistą część, rozłupuje nasionka i połyka ich zawartość. Gdy kończy się zima, ubywa nasion i owoców, co powoduje, że ptaki coraz częściej wyszukują pączków drzew liściastych. W przypadku sadów czy zieleni miejskiej nie jest to zwyczaj szkodliwy, gdyż mała liczebność gili nie wywołuje poważnych szkód. Pod koniec maja w diecie dominują nasiona mniszka lekarskiego. Ptak zbiera je wtedy na łąkach z ziemi. Przypadkiem podczas zbioru owoców zdarza się mu zjeść drobne owady, ale normalnie się nimi nie żywi. Podstawą pożywienia dla piskląt w gnieździe stanowią wyłuskane nasionka z domieszką owadów, ślimaków i pająków. Ptak przeważnie żeruje na drzewach i wyższych krzewach, zimą zlatując częściej na grunt.

## Status i ochrona
IUCN uznaje gila za gatunek najmniejszej troski (LC – Least Concern) nieprzerwanie od 1988 roku. Liczebność światowej populacji, wstępnie obliczona w oparciu o szacunki organizacji BirdLife International dla Europy z 2015 roku, zawiera się w przedziale 35–70 milionów dorosłych osobników. Globalny trend liczebności populacji uznawany jest za spadkowy.
Na terenie Polski gatunek ten jest objęty ścisłą ochroną gatunkową. Na Czerwonej liście ptaków Polski został sklasyfikowany jako gatunek najmniejszej troski (LC).